# Volo Comair 3272
Il volo Comair 3272 era un volo charter passeggeri tra Cincinnati e Detroit, negli Stati Uniti. Il 9 gennaio 1997, l'Embraer EMB 120 operante il volo precipitò durante l'avvicinamento alla destinazione, provocando la morte di tutte le persone a bordo.
Si è ritenuto che la causa dell'incidente fossero le procedure inadeguate e obsolete dell'equipaggio di volo per le condizioni di formazione di ghiaccio. Alcuni di questi hanno avuto origine dall'incapacità della Federal Aviation Administration di specificare velocità minime adeguate per le condizioni di formazione di ghiaccio, mentre alcuni erano difetti manuali delle procedure Comair, comprese istruzioni sostituite sull'uso del sistema antighiaccio che non seguivano le istruzioni del produttore dell'aereo.

## Passeggeri ed equipaggio
C'erano 26 passeggeri a bordo dell'Embraer 120, registrato N265CA. C'erano due membri dell'equipaggio in cabina di pilotaggio e un assistente di volo in cabina passeggeri. Il comandante, Dann Carlsen, 42 anni, si occupava di monitorare gli strumenti (PM). Aveva registrato 5 329 ore di volo, delle quali 1 097 sull'EMB-120. Il primo ufficiale, Kenneth Reece, 29 anni, era il pilota ai comandi (PF) del volo 3272. Reece aveva 2 582 ore di volo, di cui 1 494 sull'EMB-120.

## L'incidente
Il volo 3272 decollò dall'aeroporto Internazionale di Cincinnati alle 14:53. Meno di un'ora dopo, i piloti iniziarono l'avvicinamento all'aeroporto Metropolitano di Detroit-Contea di Wayne. Il controllore del traffico aereo (ATC) incaricò i piloti di scendere a 4 000 piedi (1 200 m) e di virare a destra su una prua di 180 gradi.
Circa 45 secondi dopo, l'ATC disse ai piloti di virare a sinistra su una prua di 090 gradi per intercettare il localizzatore. Durante la virata, il comandante disse "sì, sembra il tuo indicatore di bassa velocità" e chiese al primo ufficiale Reece di aumentare la potenza dei motori. Pochi istanti dopo, l'aereo stallò. Rollò violentemente di 145 gradi a sinistra, a destra e di nuovo a sinistra. I piloti persero il controllo e il volo 3272 si schiantò in un campo rurale nella cittadina di Raisinville nella contea di Monroe, provocando la morte di tutti i 29 a bordo.

## L'indagine
Il National Transportation Safety Board stabilì che la causa probabile dell'incidente era l'inadeguatezza degli standard per le operazioni in caso di formazione di ghiaccio durante il volo, in particolare l'incapacità della Federal Aviation Administration di stabilire velocità minime adeguate per le condizioni di ghiaccio. Questo fatto aveva portato a una perdita di controllo quando sull'aereo si era accumulata una sottile formazione di ghiaccio.
Un fattore determinante fu la decisione dell'equipaggio di operare in condizioni di ghiaccio mentre i flap erano retratti. Comair non aveva stabilito valori di velocità minima univoci per le configurazioni dei flap e per il volo in condizioni di ghiaccio. Inoltre, i piloti, contro le raccomandazioni del produttore dell'aereo, non avevano attivato l'impianto antighiaccio delle ali. Questo perché la raccomandazione del manuale di volo di Comair era in contrasto con i produttori a causa di una preoccupazione per i "ponti di ghiaccio", una preoccupazione rimandata agli aerei più vecchi che non era più valida sugli aerei di nuova generazione come l'Embraer 120.
Venne costruito un memoriale presso il Roselawn Memorial Park a La Salle, nel Michigan, dove erano stati sepolti i resti non identificati delle vittime dell'incidente.

## Nella cultura di massa
L'indagine sull'incidente è stata rappresentata in "Un segreto mortale", un episodio del 2017 di Indagini ad alta quota, una serie televisiva canadese sugli incidenti aerei.